# کارت (در ورزش‌ها)
در ورزش‌های رزمی و رقابتی مانند بوکس، کشتی حرفه‌ای و هنرهای رزمی ترکیبی، اصطلاح کارت (انگلیسی: Card) به فهرست مسابقاتی اطلاق می‌شود که در یک رویداد برگزار می‌شوند. این کارت‌ها معمولاً شامل یک مسابقه اصلی (Main Event) و چندین مسابقه فرعی (Undercard) هستند که به ترتیب اهمیت و جذابیت برای تماشاگران ترتیب داده می‌شوند.
به عبارتی دیگر،‌ «کارت» در ورزش به ساختار سازمان‌یافته‌ای از مسابقات در یک رویداد اطلاق می‌شود که با هدف ارائه تجربه‌ای جذاب برای تماشاگران و فرصت‌هایی برای ورزشکاران در سطوح مختلف طراحی شده است. این ساختار به توازن بین معرفی استعدادهای جدید و حفظ جذابیت رویداد کمک می‌کند.

## ساختار کارت ورزشی
- مسابقه اصلی (Main Event): مهم‌ترین و جذاب‌ترین مسابقه رویداد است که معمولاً در پایان برنامه برگزار می‌شود. این مسابقه اغلب شامل رقابت بر سر عنوان قهرمانی یا دیداری بین دو ورزشکار برجسته و محبوب است.
- کارت زیرین یا مسابقات فرعی (Undercard): این بخش شامل مسابقاتی است که قبل از مسابقه اصلی برگزار می‌شوند. مسابقات فرعی به دو دسته تقسیم می‌شوند:
- میان‌کارت (Midcard): مسابقاتی با اهمیت متوسط که ممکن است شامل ورزشکاران با تجربه یا در حال پیشرفت باشند.
- کارت پایین (Lower Card): مسابقاتی با اهمیت کمتر که اغلب برای معرفی ورزشکاران جدید یا کم‌تجربه برگزار می‌شوند.

هدف از برگزاری مسابقات فرعی، گرم کردن تماشاگران و ارائه فرصت به ورزشکاران کمتر شناخته‌شده برای نمایش توانایی‌هایشان است.

## سوپرکارت
«سوپرکارت» (Supercard) به رویدادهایی اطلاق می‌شود که شامل چندین مسابقه مهم و پرطرفدار هستند. این رویدادها معمولاً با تبلیغات گسترده همراه بوده و بلیت‌های آن‌ها با قیمت بالاتری عرضه می‌شوند. در کشتی حرفه‌ای، سوپرکارت‌ها نقش مهمی در جذب مخاطبان و افزایش درآمد دارند.

## کارت‌های پشتیبان در سایر ورزش‌ها
در ورزش‌های موتوری مانند فرمول یک، مسابقات پشتیبان (Support Races) قبل یا بعد از مسابقه اصلی برگزار می‌شوند. این مسابقات، مانند پورشه سوپرکاپ یا فرمول ۲، به عنوان سکوی پرتابی برای رانندگان جوان به سطوح بالاتر رقابت‌ها عمل می‌کنند.
در رویدادهای چندورزشی مانند جام جهانی راگبی، مسابقات پشتیبان شامل رقابت‌هایی برای تیم‌های دانشگاهی، نیروهای پلیس و نیروهای مسلح است که به عنوان مقدمه‌ای برای مسابقات اصلی برگزار می‌شوند.

## کاربرد در کشتی حرفه‌ای
در کشتی حرفه‌ای، کارت‌ها به دقت برنامه‌ریزی می‌شوند تا تماشاگران را از ابتدا تا انتهای رویداد درگیر نگه دارند. مسابقات فرعی به ورزشکاران فرصت می‌دهند تا محبوبیت کسب کرده و برای حضور در مسابقات اصلی آماده شوند.